# Секс и 101 смерть
«Секс и 101 смерть» (англ. Sex and Death 101) — фантастическая чёрная комедия 2007 года режиссёра Дэниэла Уотерса. Премьера фильма состоялась 15 июня 2007 года на международном кинофестивале в Сиэтле, где Дэниэл Уотерс получил премию «Golden Space Needle Award» в номинации «Лучший режиссёр».

## Сюжет
Накануне свадьбы Родерик Блэнк (Саймон Бейкер) получает по электронной почте письмо со списком, содержащим имена 101 его бывших и будущих сексуальных партнёрш. Из любопытства он по очереди встречается со всеми девушками из списка, последняя из которых — серийная убийца Джилиан де Рейс (Вайнона Райдер). После разрыва с невестой (Джули Боуэн), Родерика похищают трое неизвестных. Они рассказывают, что письмо ему послал таинственный компьютер-оракул.

## В ролях
| Актёр          | Роль                                 |
| -------------- | ------------------------------------ |
| Саймон Бейкер  | Родерик Блэнк                        |
| Минди Кон      | Трикси                               |
| Дэш Майхок     | Лестер                               |
| Нил Флинн      | Зак                                  |
| Роберт Уиздом  | Альфа                                |
| Тэнк Сэйд      | Бета                                 |
| Паттон Освальт | Фред                                 |
| Маршалл Белл   | Виктор Роус III                      |
| Лесли Бибб     | доктор Миранда Шторм                 |
| Захари Гордон  | Барбекю Брет                         |
| Вайнона Райдер | Нелл «Смерть» / Джилиан де Рейс №101 |
| Джули Боуэн    | Фиона Вормвуд №29                    |
| Джессика Кипер | Шарлотта Вальдес №30                 |

| Актёр              | Роль                       |
| ------------------ | -------------------------- |
| Софи Монк          | Синтия Роус №31            |
| Кэндис Коук        | Грета Самса №32            |
| Уинтер Эйв Золи    | Алексис Де Ларж №37        |
| Натасия Мальте     | Бэмби Кидд №63             |
| Поллианна Макинтош | Тампер Уинт №64            |
| Индира Варма       | Девон Сивер №65            |
| Николь Билдербэк   | доктор Мирабелла Стоун №66 |
| Син Окада          | Эдвина Мэсси №67           |
| Кристофер Стэплтон | Терри Фенчел №69           |
| Франсес Фишер      | Хоуп Хартлайт №80          |
| Эшли Маккарти      | Мона Фэрлоу №81            |
| Элиша Скорман      | Хелена Хартфорд №83        |
| Ретта              | Этель Уолтерс №100         |

## Отзывы
Фильм получил преимущественно отрицательные отзывы кинокритиков. На сайте Rotten Tomatoes у фильма 26 % положительных рецензий из 39. На Metacritic — 24 балла из 100 на основе 12 рецензий.